# Lepista limbata
Lepista limbata är en fjärilsart som beskrevs av Butler 1888. Lepista limbata ingår i släktet Lepista och familjen björnspinnare. Inga underarter finns listade i Catalogue of Life.